# 南部珊瑚群島
南部珊瑚群島是塞舌爾的群島，位於印度洋海域，由普拉特島和奎蒂維島組成，兩座島嶼相距171公里，總面積9.96平方公里，鄰近海域有珊瑚礁，島上無人居住。

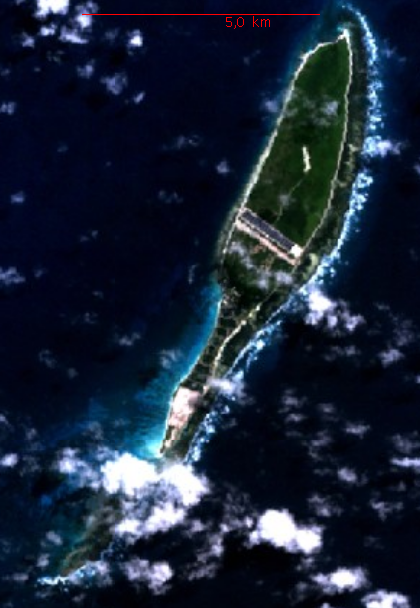
NASA卫星图

6°30′S 55°44′E / 6.500°S 55.733°E